# Büschl Open
Il Büschl Open è un torneo professionistico di tennis giocato su campi in sintetico indoor. Fa parte dell'ITF Women's Circuit. Si gioca annualmente a Ismaning in Germania.

## Albo d'oro

### Singolare
| Anno              | Campione                   | Finalista             | Punteggio        |
| ----------------- | -------------------------- | --------------------- | ---------------- |
| 2012              | Annika Beck                | Eva Birnerová         | 6–3, 7–6(8)      |
| 2011              | Anne Keothavong            | Yvonne Meusburger     | 6–3, 1–6, 6–2    |
| 2010              | Urszula Radwańska          | Andrea Hlaváčková     | 7–5, 6–4         |
| 2009              | Barbora Záhlavová-Strýcová | Kristina Barrois      | 6–4, 4–6, 7–6(5) |
| ↑ ITF 50K+H ↑     |                            |                       |                  |
| 2008              | Tatjana Maria              | Kristina Barrois      | 6–2, 6–3         |
| ↑ ITF 50K ↑       |                            |                       |                  |
| 2007              | Martina Suchá              | Oksana Ljubcova       | 6–4, 6–4         |
| ↑ ITF 25K ↑       |                            |                       |                  |
| 2006              | Astrid Besser              | Anastasija Pivovarova | 6–3, 6–3         |
| ↑ ITF 10K event ↑ |                            |                       |                  |

### Doppio
| Anno          | Campioni                             | Finalisti                          | Punteggio        |
| ------------- | ------------------------------------ | ---------------------------------- | ---------------- |
| 2012          | Romina Oprandi Amra Sadiković        | Jill Craybas Eva Hrdinová          | 4–6, 6–3, [10–7] |
| 2011          | Kiki Bertens Anne Keothavong         | Kristina Barrois Yvonne Meusburger | 6–3, 6–3         |
| 2010          | Kristina Barrois Anna-Lena Grönefeld | Tetjana Arefyeva Juliana Fedak     | 6–1, 7–6(3)      |
| 2009          | Eléni Daniilídou Jasmin Wöhr         | Kacjaryna Dzehalevič Eva Hrdinová  | 6–2, 4–6, [10–5] |
| ↑ ITF 50K+H ↑ |                                      |                                    |                  |
| 2008          | Oksana Ljubcova Ksenija Pervak       | Julia Görges Laura Siegemund       | 6–2, 4–6, [10–7] |
| ↑ ITF 50K ↑   |                                      |                                    |                  |
| 2007          | Kristina Barrois Julia Görges        | Andrea Hlaváčková Lucie Hradecká   | 2–6, 6–2, [10–7] |
| ↑ ITF 25K ↑   |                                      |                                    |                  |
| 2006          | Eva-Maria Hoch Lydia Steinbach       | Sabrina Jolk Annette Kolb          | 6–2, 6–1         |
| ↑ ITF 10K ↑   |                                      |                                    |                  |